# Kazimierz Kwiatkowski
Kazimierz Kwiatkowski (1944 - 1997), còn được biết tới tại Việt Nam với tên gọi thân mật kiến trúc sư Kazik và Thầy lang (tiếng Ba Lan: Znachor), là một kiến trúc sư, nhà bảo tồn người Ba Lan. Ông được biết tới qua những nỗ lực bảo tồn các di tích lịch sử và khảo cổ tại Việt Nam như Hoàng thành Huế, Hội An, Thánh địa Mỹ Sơn. Kiến trúc sư Kazik được coi là người có đóng góp lớn trong việc bảo tồn các di tích lịch sử tại Việt Nam và góp phần đưa các di tích này được ghi danh trong danh sách Di sản thế giới của UNESCO.

## Tiểu sử
Kiến trúc sư Kazimierz Kwiatkowski (phát âm là "Ka-zí-miê-rsư Kiát-cốp-xki") sinh năm 1944 tại thị trấn Pachole, huyện Parczewski, tỉnh Lubelszczyzna, Ba Lan.
Kazimierz có năng khiếu vẽ từ nhỏ. Năm 15 tuổi, cậu vào học nội trú tại trường Trung học Nghệ thuật ở Zamosc. Kazimierz tốt nghiệp trung học vào năm 1963 và sau đó nộp đơn cùng lúc vào hai trường đại học: Học viện Nghệ thuật ở Cracow và Khoa Kiến trúc Đại học Bách khoa Cracow. Trường Đại học Bách khoa có thông báo quyết định tuyển sinh trước và việc được học tại khoa này là một sự kiện cực hiếm với người xuất thân từ gia đình nông dân như ông nên ông quyết định học kiến trúc.
Năm 1969, Kazimierz Kwiatkowski đạt học vị thạc sĩ kỹ sư kiến trúc sư. Năm sau, ông lập gia đình với bà Wieceslawa và sống, làm việc tại Lublin.

## Sự nghiệp
Tháng 9 năm 1969, Kazimierz Kwiatkowski làm trợ lý tại văn phòng Quy hoạch đô thị tại Ủy ban tỉnh Lublin. Từ tháng 3 năm 1972 đến tháng 10 năm 1974, ông làm thiết kế tại chi nhánh Công ty Nhà nước - Văn phòng Trùng tu Di tích (Państwowe Przedsiębiorstwo Pracowni Konserwacji Zabytków - PP PKZ) tại Lublin. Trong thời gian này, ông đã đỗ kỳ thi quốc gia và nhận được giấy phép hành nghề xây dựng và thiết kế.
Từ giữa tháng 11 năm 1974 đến cuối tháng 11 năm 1979 ông làm việc tại Văn phòng Thiết kế - Nghiên cứu Xây dựng Tổng hợp "Miastoprojekt" (Thiết kế Thành phố). Ở vị trí trưởng nhóm thiết kế, ông phụ trách việc lập quy hoạch không gian cũng như quy hoạch đô thị. Những công việc đầu tiên của ông liên quan đến việc bảo vệ các di tích là điều tra các công trình dân tộc được xây dựng trên địa bàn địa phương, nhằm mục đích phục vụ việc xây dựng Bảo tàng Nông thôn Lublin ở thành phố Lublin.
Tháng 12 năm 1979, ông đã quay trở lại làm việc tại Văn phòng Trùng tu Di tích (PP PKZ).
Năm 1981, ông đã được giao nhiệm vụ lãnh đạo sứ mệnh Trùng tu tại nước Cộng hòa Xã hội Chủ nghĩa Việt Nam. Sứ mệnh Trùng tu Di tích Ba Lan - Việt Nam là dự án đầu tiên kiểu này mà Văn phòng Trùng tu Di tích thực hiện ở châu Á. Đó là một thử thách quan trọng đối với PP PKZ, và Kazimierz Kwiatkowski là chuyên gia duy nhất đã chấp thuận thách thức này.
Ở Ba Lan, ông đã được biết tới qua các công trình khảo cổ, trùng tu tại Ai Cập hay Warszawa. Từ đầu thập niên 1980 ông đã tình nguyện sang Việt Nam khảo sát các di tích khảo cổ tại Mỹ Sơn, đây cũng là nơi ông gắn bó lâu nhất trong thời gian tại Việt Nam - gần 16 năm. Năm 1981, kiến trúc sư Kazik bắt đầu tiếp xúc với Hội An và lập tức nhận ra tiềm năng của thành phố (khi đó là thị xã) này.
Ông cùng với các chuyên gia Việt Nam, đã nghiên cứu, chuẩn bị chương trình trùng tu các công trình thời trung cổ của nền văn hóa Chàm ở miền Trung Việt Nam. Sứ mệnh tập trung trước tiên vào những tháp thờ bằng gạch tại quần thể thánh địa trên địa phận Amaravati của vương quốc Chămpa xưa. Một "vương quốc biến mất" mà lịch sử và văn hóa để lại không nhiều.
Ông đã nỗ lực vận động chính quyền địa phương tiến hành các biện pháp bảo tồn, trùng tu đô thị cổ Hội An đồng thời giới thiệu nét riêng biệt của Hội An ra thế giới. Trong thời gian ở Mỹ Sơn, đã có tám người trong đoàn khảo cổ của kiến trúc sư Kazik thiệt mạng do bom đạn còn lại sau chiến tranh, do bệnh tật và cuộc sống kham khổ. Năm 1991, khi nguồn tài chính cho hoạt động khảo cổ của đoàn chuyên gia Ba Lan bị chấm dứt, kiến trúc sư Kazik đã tự đứng ra kêu gọi tạo quỹ cho hoạt động khảo cổ của mình tại Mỹ Sơn, ngay cả vào thời điểm khó khăn nhất này, ông vẫn nói:
| “ | Tôi chịu đựng được hết thảy, miễn sao được sống vì những ngôi tháp. | ” |

Nhờ vào hỗ trợ tài chính mà Kazimierz Kwiatkowski xin được từ Hội Những người bạn của Văn hóa Chăm ở Stuttgart mà Bảo tàng Điêu khắc Chăm mở cửa từ 26 tháng 3 năm 1994.
Bất chấp sự phản đối từ một số chuyên gia, kiến trúc sư Kazik luôn kiên trì theo đuổi nguyên tắc trùng tu "khảo cổ học" trong đó di tích gốc sẽ được giữ gìn nguyên vẹn ở mức tối đa và các biện pháp trùng tu chỉ được áp dụng để duy trì hiện trạng. Ông là người đầu tiên đã chú ý đến giá trị di sản đặc biệt của phố nhỏ Hội An nằm ngay cạnh cảng cổ Faifo của người Chăm. Những công trình xây bằng gỗ vẫn còn nguyên vẹn, quy hoạch tuyệt vời của thành phố vẫn còn giữ được và nghề may mặc đang phát triển tại thành phố. Ông đã thuyết phục được chính quyền Việt Nam quan tâm tới thành phố nhỏ này và không nên thay đổi các tòa nhà �� theo hướng hiện đại.
Đích thân kiến trúc sư Kazik đã quay về Ba Lan chỉ để mang hóa chất quay lại Việt Nam phục vụ cho công tác trùng tu Mỹ Sơn. Chính nhờ nguyên tắc này mà Hội An và Mỹ Sơn sau đó đã được công nhận là Di sản văn hóa thế giới.
Trong thời gian năm 1981 và 1988, ông cùng đội ngũ các chuyên gia quang trắc đã làm việc ở Việt Nam, thực hiện hồ sơ trùng tu ở tỷ lệ: 1:20 và 1:50 cho hơn 30 công trình. Việc đo đạc không chỉ được thực hiện ở Mỹ Sơn, mà cả Phan rang, Quy Nhơn, Bằng An, Khương Mỹ, Chiên Đàn, Tháp Nhạn.
Đầu năm 1995, Kazimierz Kwiatkowski và ê kíp của ông bắt đầu công việc liên quan đến đánh giá lại tổ hợp đền thờ - cung điện trên địa phận "Tử Cấm Thành" ở Huế bằng nguồn tài trợ của Hội Stuttgart. Vào năm 1997, ông trở thành người chịu trách nhiệm thực hiện hợp đồng đánh giá lại hoàng cung do Cơ quan Quản lý Công trình ở Huế phụ trách.
Gắn bó với Việt Nam suốt 17 năm, kiến trúc sư Kazik qua đời ngày 19 tháng 3 năm 1997 trong một khách sạn ở Huế do nhồi máu cơ tim khi vẫn đang tích cực tham gia trùng tu khu vực đại nội Huế. Di hài của ông sau đó được chuyển về Ba Lan.
Lễ an táng được tổ chức tại Lublin vào ngày mồng 2 tháng 4. Kazimierz Kwiatkowski được chôn tại nghĩa trang công giáo cạnh nhà thờ Thánh Agnieszkatrên phố Kalinowszczyzna.

## Gia đình
Ông là con duy nhất của gia đình Twarowski, cha ông là Karol, mẹ là bà Zuzanna. Cha mẹ của Kazimierz làm nghề nông. Cậu Kazimierz lớn lên hầu như thiếu cha, cho tận đến lúc 9 tuổi, vì ngay cả sau khi kết thúc chiến tranh vào năm 1945, cha cậu vẫn ở lại phong trào đối lập. Mãi đến tận năm 1953, ông mới xuất hiện, nhờ vào ân xá được công bố sau khi Jozef Stalin chết.
Năm 1968, ông lập gia đình với bà Wieceslawa Porzadna, vốn là sinh viên khoa Toán Đại học Tổng hợp Jagiellonski. Ông đã làm quen với vợ tương lai của mình khi đang là sinh viên. Sau khi tốt nghiệp đại học, bà Kwiatkowski làm giáo viên tại Raciborz. Con trai đầu tiên Bartlomiej của ông ra đời vào năm 1970. Hai năm sau là đến con gái Katarzyna, và năm 1975 là con trai thứ hai Mateusz..

## Di sản
Việc trùng tu quần thể di tích Mỹ Sơn là công trình quan trọng nhất trong sự nghiệp của Kwiatkowski. Ông đã cứu được khoảng 20 đền tháp chỉ trong phạm vi quần thể thánh địa này tính đến năm 1989. Với sự tham gia và hướng dẫn của ông, một loạt các tháp Chàm thời trung cổ như Tháp Đôi, Dương Long, Po Klong Garai, Khương Mỹ, Tháp Nhạn, Chiên Đàn và Bằng An đã được nghiên cứu, trùng tu và bảo vệ. Ông được coi là người bảo vệ cho Sứ mệnh giải cứu những gì còn sót lại của nền văn hóa Chăm cho những thế hệ tương lai.
Kiến trúc sư Kazik được coi là người góp công lớn trong việc đưa Hội An và Mỹ Sơn trở thành Di sản thế giới. Vì vậy năm 2007, thành phố Hội An đã dựng một bức tượng kiến trúc sư để tưởng nhớ công lao của ông. Năm 2009, một bức tượng khác tưởng nhớ kiến trúc sư Kazik cũng đã được khởi công tại Mỹ Sơn. Năm 1999, một tuyển tập các bài viết về kiến trúc sư Kazik đã được xuất bản tại Việt Nam với tựa đề Kazik, ký ức bạn bè.
Kazimierz Kwiatkowski đứng đầu nhóm chuyên gia tái kiến thiết địa đạo du kích Bến Đình thuộc huyện Củ Chi.
Kazimierz Kwiatkowski là tác giả rất nhiều xuất bản phẩm về nghệ thuật Chăm, cũng như các biện pháp bảo vệ và trùng tu các đền thờ ở Việt Nam. Ông đã để lại rất nhiều dự án, tài liệu khoa học, hồ sơ từ các nghiên cứu của mình. Ông đã được thưởng và nhận huân huy chương vì thành tích của mình, trong đó có Chữ thập Công trạng hạng đồng (năm 1978), và vàng (năm 1988), cũng như các kỷ niệm chương do Văn phòng Trùng tu Di tích trao tặng.